# Dajç (Alessio)
Dajç (in italiano Daici) è una frazione del comune di Alessio in Albania (prefettura di Alessio).
Fino alla riforma amministrativa del 2015 era comune autonomo, dopo la riforma è stato accorpato, insieme agli ex-comuni di Balldren i Ri, Blinisht, Kallmet, Kolsh, Shëngjin, Shënkoll, Ungrej e Zejmen a costituire la municipalità di Alessio.
Nella località di Gjadër è situata la ex base aerea di Gjadër.

## Località
La frazione è formata dall'insieme delle seguenti località:
- Dajç
- Gjadër
- Gramsh
- Mabë
- Dragushë
- Kotërr
- Zojz